# Liste des clochers-murs de la Côte-d'Or
Cet article recense les édifices religieux de la Côte-d'Or, en France, munis d'un clocher-mur.

## Liste
| Édifice                           | Commune  | Notes                                        | Coordonnées                      | Photo |
| --------------------------------- | -------- | -------------------------------------------- | -------------------------------- | ----- |
| Abbatiale de l'abbaye de Fontenay | Marmagne | Patrimoine mondial (1981) · Classé MH (1862) | 47° 38′ 25″ nord, 4° 23′ 21″ est |       |